# Ажу (река)
Ажу (рус. Ажу; адиг. Ажъы) малена је река која протиче преко територије Сочинског округа Краснодарског краја, на југозападу Руске Федерације.
Свој ток започиње на југоисточним обронцима планине Аутљ, на крајњем западном делу Великог Кавказа. Дужина водотока је око 11 км, а површина сливног подручја 49,8 км². Улива се у реку Шахе низводно од села Бабук Аул. Њена најважнија притока је Дубински поток.